# Lidice
Lidice (tysk: Liditz) er en landsby nordvest for Prag. Byen er først nævnt i 1318, hvor hovederhvervet var minedrift.
Byen er mest kendt for den tragiske hændelse under anden verdenskrig, hvor de tyske besættelsesstyrker den 10. juni 1942, som hævn for attentatet på den berygtede top-nazist og SS-Obergruppenführer Reinhard Heydrich, jævnede byen med jorden og dræbte alle 192 mænd over 16 år. Kvinderne blev deporteret til tyske koncentrationslejre, hvoraf 60 døde. Byens 105 børn blev ført til et slot tæt ved, hvor 82 af dem blev gasset. Seks døde i småbørnshjem, mens 17 overlevede og kom hjem til Lidice efter krigen. Ni af de overlevende børn var blevet særligt skilt fra under tyskernes aktion, da de blev anset for at være af arisk afstamning, og var blevet adopteret af tyske familier.

## Mindesmærker
Kunstneren Marie Uchytilová blev så berørt, at hun brugte sit liv på at udforme de 82 døde børn som bronzeskulpturer. Desværre døde hun inden hun fik set sit livsværk. Hendes mand fuldførte hendes opgave, og i dag kigger skulpturer af 82 børn ud over lunden og ned på det sted, hvor den oprindelige Lidice lå.
Årsagen til iværksættelsen af denne udryddelse var gengældelse for det dødelige attentat på nazilederen Reinhard Heydrich. Det skyldtes et fejlagtigt tip om, at mænd fra byen Lidice stod bag attentatet.
Området, hvor byen lå, er i dag et mindesmærke.